# تیسکالی
تیسکالی (انگلیسی: Tiscali) شرکت مخابرات ایتالیایی است، که در سال ۱۹۹۸ تأسیس شد.